# كارينا جيلينيك
أولغا كارينا جيلينيك (بالإسبانية: Olga Karina Jelinek)‏ وهي عارضة أزياء وممثلة وإعلامية أرجنتينية ولدت في يوم 22 مارس 1981 في مدينة فيلا ماريا في محافظة كوردوبا في الأرجنتين وقد ظهرت في مجلات مكسيم وغيرها من المجلات.

## روابط خارجية
- كارينا جيلينيك على موقع IMDb (الإنجليزية)